# Alatish-Nationalpark
Der Alatish-Nationalpark ist ein Schutzgebiet im Nordwesten von Äthiopien. Er liegt über 900 km nördlich von Addis Abeba in der Region Benishangul-Gumuz, umfasst 2665 km² und wurde 2006 unter Schutz gestellt.

## Natur und Landschaft
Die Topographie des Parks ist durch flache bis hügelige Ebene geprägt, die durch Täler, Bäche, Hügel und teilweise nur saisonal wasserführende Feuchtgebiete unterbrochen werden. Die vorherrschenden Vegetationstypen sind Mischwälder, die von Bäumen der Gattungen Langfäden und Terminalia dominiert werden, Ufervegetation und Feuchtgebiet-Vegetation, die mit verstreuten Bäumen wie Akazien, Terminalia und Wüstendattel durchsetzt sind. Es gibt auch locker mit Bäumen bestandene Graslandgebiete, in denen die Baumarten Anogeissus leiocarpa und Langfaden-Arten dominieren sowie hügeligere Bereiche, in denen Ficus-Arten und Bambus-Arten der Gattung Dendrocalamus dominieren.

## Tierwelt
Zur Tierwelt des Parks gehören neben zahlreichen kleineren Säugetieren wie z. B. 23 Nagetierarten u. a. der Elefant, Leopard, Großer und Kleiner Kudu, der Heuglin-Husarenaffe sowie sieben Arten Reptilien und Amphibien. 2016 wurde eine vorher unbekannte Löwenpopulation mit ungefähr 200 Tieren entdeckt, die sich im Park und im angrenzenden Sudaneser Dinder-Nationalpark aufhalten. Bemerkenswerte Reptilienarten sind der Nördliche Felsenpython, Warane, Uräusschlange, Schwarze Mamba und Blandings Nachtbaumnatter.

## Bewohner
In der Umgebung des Parks leben Angehörige der Stämme verschiedener ethnischer Gruppen (Gumuz, Agew und Amhara).